# Francia en el Festival de Eurovisión de Jóvenes Músicos
Francia participó en el festival 9 veces hasta que decidió retirarse, consiguiendo la victoria en 1986.

## Participaciones
| 2020 | Zagreb     | No participó       | No participó | No participó | No participó |              |              |
| 2018 | Edimburgo  | No participó       | No participó | No participó | No participó |              |              |
| 2016 | Colonia    | No participó       | No participó | No participó | No participó |              |              |
| 2014 | Colonia    | No participó       | No participó | No participó | No participó |              |              |
| 2012 | Viena      | No participó       | No participó | No participó | No participó |              |              |
| 2010 | Viena      | No participó       | No participó | No participó | No participó |              |              |
| 2008 | Viena      | No participó       | No participó | No participó | No participó |              |              |
| 2006 | Viena      | No participó       | No participó | No participó | No participó |              |              |
| 2004 | Lucerna    | No participó       | No participó | No participó | No participó |              |              |
| 2002 | Berlín     | -                  | -            |              | -            |              |              |
| 2000 | Bergen     | David Guerrier     | TROMPETA     | 5.º          |              |              |              |
| 1998 | Viena      | No participó       | No participó | No participó | No participó | No participó | No participó |
| 1996 | Lisboa     | Fanny Clamagirand  | VIOLÍN       | 4.º          |              |              |              |
| 1994 | Varsovia   | Nicolas Delclaud   | VIOLÍN       |              | 10.º         |              |              |
| 1992 | Bruselas   | No participó       | No participó | No participó | No participó | No participó | No participó |
| 1990 | Viena      | Anne Gastinel      | VIOLONCHELO  | 5.º          |              |              |              |
| 1988 | Ámsterdam  | -                  | -            |              | 10.º         |              |              |
| 1986 | Copenhague | Sandrine Lazarides | PIANO        | 1.º          |              |              |              |
| 1984 | Ginebra    | Sabine Toutain     | VIOLÍN       | 4.º          | -            |              |              |
| 1982 | Mánchester | Paul Meyer         | CLARINETE    | 2.º          | -            |              |              |

- Datos: Q14850912